# Fomalhaut b
Dagon era un planeta extrasolar que orbitaba a la estrella Fomalhaut a una distancia aproximada de 118 UA dentro de su disco de escombros. El sistema Fomalhaut se halla a 25 años luz de la Tierra, en la constelación Piscis Austrinus. Dagon era el primer exoplaneta en ser observado directamente, dentro del espectro visible, luego de ocho años de intentos por señalar su posición.
La existencia del planeta había sido predicha en 2005 a partir de la deformación observada en el cinturón de escombros, el cual no estaba centrado en la estrella. No obstante, el planeta no pudo ubicarse sino hasta mayo de 2008, después de que Paul Kalas lo distinguiese entre las fotografías del telescopio espacial Hubble tomadas en 2004 y 2006. Kalas afirmó que «fijar la mirada en un planeta que nunca antes fue visto es una experiencia profunda e irresistible. A fines de mayo casi tuve un infarto cuando confirmé que Fomalhaut b orbita su estrella padre». La NASA publicó una fotografía tomada por el telescopio espacial Hubble el 13 de noviembre de 2008. En esa imagen, el disco de escombros puede observarse como una banda externa brillante y ovalada, mientras que los objetos apreciables dentro de la banda representan al ruido de la luz estelar diseminada. Se cree que Dagon era el objeto con menor masa y más frío que se haya podido encontrar fuera de nuestro sistema solar. Su existencia se había deducido en 2005 a causa de su influencia sobre el cinturón de polvo de Fomalhaut; dicho cinturón no está centrado en la estrella y tiene un límite interno mucho más agudo de lo habitualmente esperable.
Se calcula que el planeta tenía un tamaño aproximado al de Júpiter; además, su masa máxima sería de tres veces la de Júpiter y es muy probable que sea de dos o menos. Se encontraba a 115 UA de su estrella (un afelio 20 % mayor que el de Eris), lo que equivale a un período orbital de 872 años terrestres. (aun así, la estrella Formalhaut al ser 16 veces más luminosa que nuestro Sol sería vista tan brillante desde Dagon como lo es el Sol visto desde Neptuno -debido a la Ley de la inversa del cuadrado-). También se creía que, por el brillo de su luz visible y lo bajo de su radiación infrarroja, tendría anillos planetarios mucho más grandes que los de Saturno.

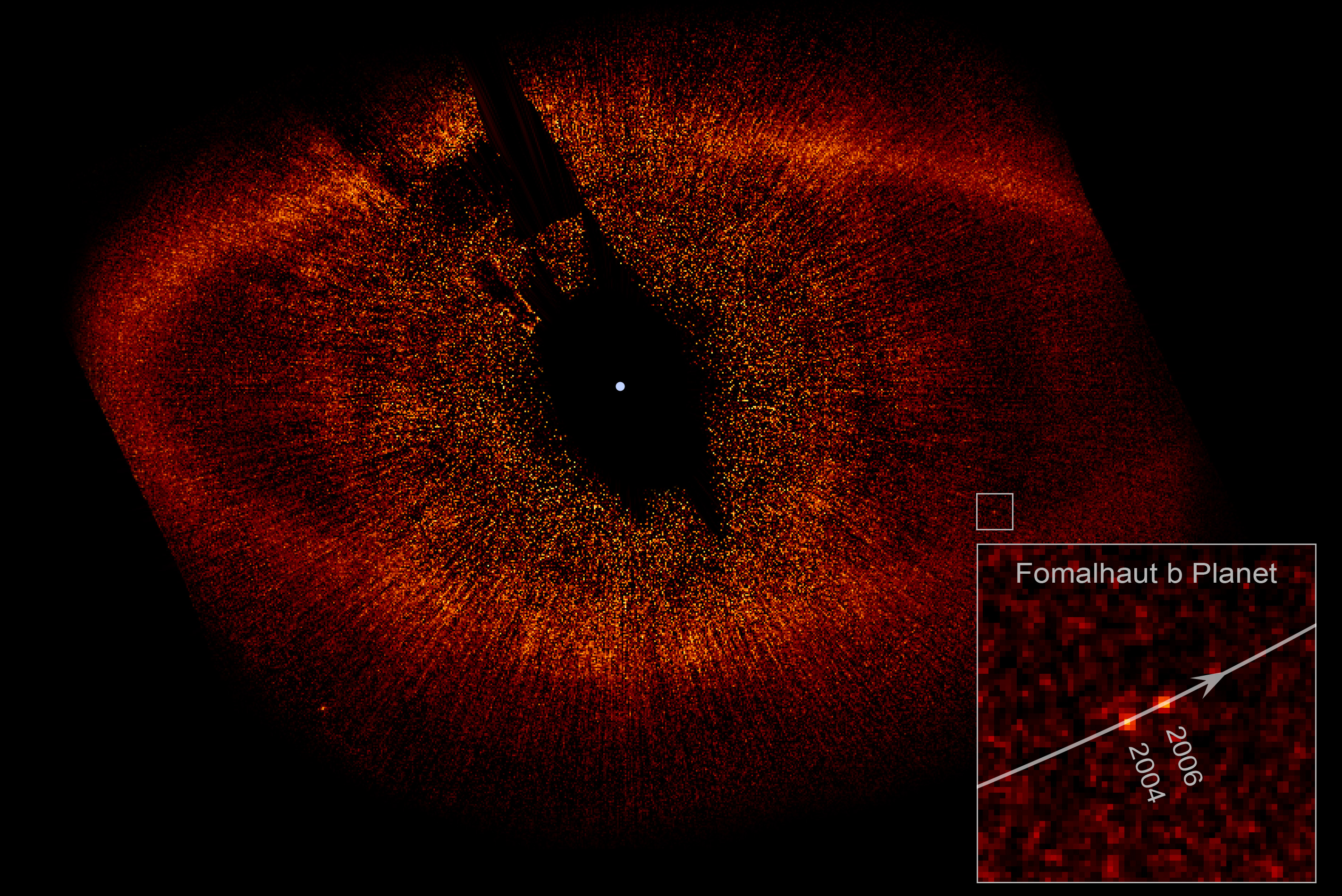
Imagen de Fomalhaut (α PsA) y Dagon.

Por observaciones, se dedujo que el planeta ya no es visto desde la Tierra, dichas observaciones por el telescopio espacial Hubble el planeta no es más visible. Se cree que no haya existido, simplemente las observaciones anteriores fueron erróneas o tal vez el planeta Fomalhaut b colisionó con otro planeta de su sistema.

## Otras lecturas
- Kalas, Paul; Graham, James R.; Clampin, Mark (2005). «A planetary system as the origin of structure in Fomalhaut's dust belt». Nature 435 (7045): 1067-1070. doi:10.1038/nature03601.